# Go! Go! Here We Go! Rock Lee / Otona wa Wakatte Kurenai
«Go! Go! Here We Go! Rock Lee / Otona wa Wakatte Kurenai» (яп. Go!Go!Here We Go!ロック・リー/大人はわかってくれない) — второй мэйджор-сингл японской идол-группы Shiritsu Ebisu Chugaku. Вышел в Японии 29 августа 2012 года на лейбле Defstar Records.

## История
Сингл был издан на CD в трёх версиях: «субкультурной» (обычной), «лимитированной бразильской» («А») и «лимитированной роклиевской» («Б»).
Песня «Go! Go! Here We Go! Rock Lee» — одна из завершающих тем аниме-сериала «Наруто SD: Весна юности Рока Ли». (Звучала в сериях, выходивших с июня 2012 года, а именно c 14-й серии, по 26-ю.)
Сингл дебютировал на 7 месте недельного чарта компании «Орикон».
В японской версии журнала «Билборд» песня «Go! Go! Here We Go! Rock Lee» была на 1 месте специализированного чарта песен из аниме «Hot Animation» и на 19 месте «Hot 100».

## Состав
Shiritsu Ebisu Chugaku:
Мидзуки, Рика Маяма, Нацу Анно, Аяка Ясумото, Айка Хирота, Мирэй Хосино, Хироно Мудзуки, Рина Мацуно, Хината Касиваги

## Список композиций

### Лимитированное «Бразильское издание» («А»)
| №  | Название                                                                                    | Автор(ы)                                          | Длительность |
| -- | ------------------------------------------------------------------------------------------- | ------------------------------------------------- | ------------ |
| 1. | «Go! Go! Here We Go! Rock Lee» (Go!Go!Here We Go!ロック・リー «Go! Go! Here We Go! Рок Ли») | Кэнъити Маэямада (слова, музыка и аранжировка)    | 4:05         |
| 2. | «Otona wa Wakatte Kurenai» (大人はわかってくれない «Взрослые не поймут»)                    | Аюми Тамура (слова, музыка и аранжировка)         | 3:56         |
| 3. | «Hobo Brasil» (ほぼブラジル Хобо Бурадзиру)                                                 | Сацуки га Тэнкомори (слова, музыка и аранжировка) | 4:23         |
| 4. | «Go! Go! Here We Go! Rock Lee (Less Vocal)»                                                 |                                                   |              |
| 5. | «Otona wa Wakatte Kurenai (Less Vocal)»                                                     |                                                   |              |
| 6. | «Hobo Brasil (Less Vocal)»                                                                  |                                                   |              |

### Лимитированное «Роклиевское издание» («Б»)
| №  | Название                                                                                    | Автор(ы)                             | Длительность |
| -- | ------------------------------------------------------------------------------------------- | ------------------------------------ | ------------ |
| 1. | «Go! Go! Here We Go! Rock Lee»                                                              |                                      | 4:05         |
| 2. | «Otona wa Wakatte Kurenai»                                                                  |                                      | 3:56         |
| 3. | «Starsdust Light» (スターダストライト Сута:дасуто Райто, «Стардастевский свет»)             | fu_mou (слова, музыка и аранжировка) | 5:08         |
| 4. | «Go! Go! Here We Go! Rock Lee (Instrumental)» (Go!Go!Here We Go!ロック・リー（Less Vocal）) |                                      |              |
| 5. | «Otona wa Wakatte Kurenai (Instrumental)» (大人はわかってくれない（Less Vocal）)            |                                      |              |
| 6. | «Stardust Light (Instrumental)» (スターダストライト（Less Vocal）)                          |                                      |              |

### «Субкультурное издание» (обычное)
| №  | Название                                                       | Автор(ы)                                      | Длительность |
| -- | -------------------------------------------------------------- | --------------------------------------------- | ------------ |
| 1. | «Go! Go! Here We Go! Rock Lee» (Go!Go!Here We Go!ロック・リー) |                                               | 4:05         |
| 2. | «Otona wa Wakatte Kurenai» (大人はわかってくれない)            |                                               | 3:56         |
| 3. | «Shin•Seishun Sonomono» (新•青春そのもの)                      | Такэси Исодзаки (слова, музыка и аранжировка) | 4:26         |
| 4. | «Go! Go! Here We Go! Rock Lee (Less Vocal)»                    |                                               |              |
| 5. | «Otona wa Wakatte Kurenai (Less Vocal)»                        |                                               |              |
| 6. | «Shin•Seishun Sonomono (Less Vocal)»                           |                                               |              |

## Чарты
| Чарт (2012)                       | Наив. поз. |
| --------------------------------- | ---------- |
| Oricon Daily Singles Chart        | 2          |
| Oricon Weekly Singles Chart       | 7          |
| Oricon Monthly Singles Chart      | 36         |
| Billboard Japan Hot 100           | 19         |
| Billboard Japan Hot Singles Sales | 6          |
| Billboard Japan Hot Animation     | 1          |